# Dominic O'Brien
Dominic O'Brien (10 tháng 8 năm 1957) là một kỉ lục gia trí nhớ người Anh và là tác giả của các cuốn sách về trí nhớ. Ông đã vô địch cuộc thi Trí nhớ Thế giới tám lần và là huấn luyện viên cho Chương trình Huấn luyện Hiệu suất Đỉnh cao.
Ông bắt đầu rèn luyện trí nhớ vào năm 1987 khi chứng kiến một người đàn ông tên là Creighton Carvello ghi nhớ một bộ bài gồm 52 lá trong vòng chưa đầy ba phút trên chương trình truyền hình BBC Record Breakers. Để ghi nhớ các con số, O'Brien đã phát triển hệ thống Dominic, tương tự như Hệ thống Major. Các cuốn sách về trí nhớ của ông bao gồm: How to Develop a Perfect Memory, Quantum Memory Power, Learn to Remember, How to Pass Exams, The Winning Hand, và The Amazing Memory Box. Ông đã thuyết trình và được khán giả theo dõi trên các chương trình truyền hình như The Human Body.
Dominic O'Brien đã ghi tên mình vào Sách Kỷ lục Guinness vào ngày 1 tháng 5 năm 2002 khi ông đã ghi nhớ một chuỗi ngẫu nhiên 2808 lá bài (54 bộ) khi chỉ nhìn qua một lần và  có thể đọc đúng thứ tự của chúng. Ông chỉ mắc 8 lỗi, trong đó 4 lỗi đã ngay lập tức được sửa lại khi bị sai.

## Danh sách tác phẩm
- How to Develop a Perfect Memory (1993) ISBN 1-857931-06-8
- How to Pass Exams (6 tháng 4 năm 1995) ISBN 0-7472-5047-2
- Super Memory Power (Cuốn 1–4) (1997)
- Learn to Remember (2000) ISBN 1-900131-93-5
- Quantum Memory Power (tháng 1 năm 2001) ISBN 1-905453-66-3
- The Amazing Memory Box (27 tháng 9 năm 2001) ISBN 1-903296-30-7
- Never Forget a Number or a Date (tháng 7 năm 2002) ISBN 0-8118-3635-5
- Never Forget a Name or Face (tháng 9 năm 2002) ISBN 0-8118-3634-7
- Never Forget a Speech (21 tháng 8 năm 2003) ISBN 1-904292-50-X
- Never Forget Facts and Figures (21 tháng 8 năm 2003) ISBN 1-904292-51-8
- The Amazing Memory Kit (13 tháng 10 năm 2005) ISBN 1-84483-168-X
- How to Develop a Brilliant Memory Week by Week (tháng 11 năm 2005) ISBN 1-84483-153-1
- How to Improve Your Memory (16 tháng 2 năm 2010)
- Siêu trí nhớ (tháng 5 năm 2011) ISBN 978-1-907486-97-5
- The Brilliant Memory Tool Kit (5 tháng 6 năm 2012) ISBN 978-1-780281-19-3